# Chico Picadinho
Francisco da Costa Rocha, mais conhecido como Chico Picadinho (Vila Velha, 27 de abril de 1942), é um assassino brasileiro condenado pelos assassinatos de duas mulheres, em 1966 e 1976, respectivamente. O caso foi listado pelo portal de notícias g1 de São Paulo, em 2014, como "9 casos de assassinos que chocaram o país com seus crimes".

## Biografia

### Primeiros anos
Nascido e criado em Vila Velha, no Estado do Espírito Santo, teve uma infância muito pobre. Seu pai era exportador de café e o abandonou ainda criança, junto de sua mãe. Tendo que trabalhar, ela deixava Francisco com uma amiga na cidade de Cariacica.  
Nas entrevistas, o assassino revelou ter sofrido diversos abusos sexuais do marido da mulher que cuidava dele, mas que esta nunca soube, e que ficava semanas sem ver a mãe, já que ela raramente ia visitá-lo, além de diariamente ver este homem, que abusava dele, e espancava essa amiga de sua mãe. Além disso, quando desobedecia, ele apanhava muito da mesma mulher. 
Um de seus passatempos na infância era algo muito cruel: matar gatos. Após crescer um pouco, voltou a viver com a mãe em Vila Velha, onde presenciava a visita de diversos homens em casa, quando ela o mandava ir para o quarto e só sair de lá após amanhecer. Isso o fez perceber que ela se prostituía para sustentá-los. Saber deste fato, somado aos abusos que sofreu, foi um grande trauma para ele, que culminaria numa explosão de ódio futuramente. 

#### Juventude
Na adolescência, foi expulso de casa, após brigas com a mãe, quando a humilhava e era agressivo. Passou a viver de pequenos serviços e alguns furtos, e logo viciou-se em bebida alcoólica e outras drogas. Bissexual assumido, revelou à junta psiquiátrica, após ser preso pelos crimes, que não se importava em ser passivo ou ativo, o importante era continuar sendo homem e ter muito prazer. Gastava grande parte de seu dinheiro com jogos de azar e prostitutas. Também revelou ter esquartejado as mulheres por ter muita raiva dos abusos que sofria na infância e por sentir vergonha ao lembrar-se de que a mãe se prostituía, como as mulheres que ele matou.

## Crimes

### 1º crime
Francisco da Costa Rocha cometeu seu primeiro assassinato em 1966, aos 24 anos, na Boca do Lixo, centro da Cidade de São Paulo. Nesta época vivia uma vida muito boêmia, com muita bebedeira e mulheres, e também usava drogas. Com o passar do tempo, sentia necessidade de ter relações sexuais diariamente, além de drogar-se e beber muito. 
A vítima, Margareth Suida, era uma bailarina austríaca separada do marido que vivia há poucos anos no Brasil. Ela também era uma mulher de vida boêmia e eventualmente fazia programas sexuais. Gostava da noite e era conhecida de seus amigos. Após beberem muito e passarem por diversos bares e boates da região, Francisco a convidou para terem relações sexuais. Ela aceitou ir ao apartamento na Rua Aurora, local que Francisco dividia com Caio, seu amigo, que era médico-cirurgião da Aeronáutica. 
Após a relação sexual, ele tornou-se violento e a atacou, passando a estrangulá-la com a mão, e terminou o crime enforcando-a com o cinto. Após ver Margareth morta no quarto, pensou que deveria sumir com o corpo. Tirou o trinco da porta do banheiro para melhor locomoção e colocou o corpo de barriga para cima na banheira. Usou os primeiros objetos que estavam à sua disposição: lâmina de barbear, tesoura e faca foram os principais usados. Começou a cortar os seios, depois foi tirando os músculos e cortando as articulações, a fim de que o corpo ficasse menor para escondê-lo. 
Vale ressaltar que Francisco esquartejou Margareth pelo fato de ter medo das ações que viriam após ter causado sua morte, concluindo assim que teria de ocultar seu cadáver. Demorou de 3 a 4 horas até desmembrar a vítima e pô-la dentro de uma sacola (pois também sabia que o amigo com quem dividia seu apartamento estaria para chegar). 
Quando Caio chegou, Francisco disse que tinha uma coisa para contar e falou que havia matado alguém. Não contou como nem por que, mas disse que o corpo ainda estava no apartamento. Pediu dinheiro para Caio para ir para o Rio de Janeiro para procurar sua mãe e contratar um advogado. De fato, viajou à procura da mãe. Ao chegar, avisou a sua esposa e não teve coragem de falar o que realmente acontecera, apenas informando que algo de grave havia ocorrido, pedindo para avisar sua mãe. Ao retornar, seu amigo Caio havia avisado a Delegacia de Homicídios, que prendeu Francisco - ele não reagiu à prisão em momento algum.

### 2º crime
Dez anos após o crime brutal, foi liberado por bom comportamento, mas Francisco voltou a atacar: em setembro de 1976 estuprou e tentou estrangular a prostituta Rosemarie Michelucci, em um motel da Zona Leste de São Paulo, mas ela se defendeu com chutes, mordidas, socos e gritos, conseguindo se livrar dele. Apesar de ter levado uma facada, ela sobreviveu e perdeu o filho que esperava grávida de três meses. Chico conseguiu escapar.

### 3º crime
Um mês depois, em outubro, ele voltou à Boca do Lixo. Num bar, conheceu a prostituta Ângela Silva, conhecida como "Moça da Peruca". Após beberem bastante, acertaram o preço do programa, e ele a levou a um apartamento em que vivia, alugado há poucos meses, na Avenida Rio Branco, a poucos minutos de onde estavam. Após o ato, espancou e estrangulou-a com seu cinto. Já morta, ele a esquartejou, porém, desta vez, destrinchou sua vítima com um cuidado muito maior e tentou jogar alguns pedaços pelo vaso sanitário. 
Depois de matá-la e esquartejá-la, tentando fazer com que o vaso levasse partes do corpo, não conseguiu pôr o corpo todo no vaso sanitário. Para livrar-se dele, pôs pedaços dentro de sacolas de plástico e em malas neste mesmo apartamento onde tudo aconteceu. Acabou fugindo em seguida para a cidade do Rio de Janeiro, mas avisou seu amigo Joaquim dizendo que foi embora. Já sabendo do crime, ficou sem saber ao certo o que deveria fazer e contatou a Delegacia de Homicídios. Chico Picadinho foi preso 28 dias depois, em uma praça de Duque de Caxias (Rio de Janeiro), na Baixada Fluminense, enquanto lia uma revista que relatava sua vida de crimes.
Na época, a exibição pela imprensa das fotos de suas vítimas cortadas em pedaços sensibilizou bastante a opinião pública, fazendo com que o criminoso fosse condenado a 30 anos de prisão.

## Prisão e julgamentos
Preso pelo primeiro crime no dia 5 de agosto de 1966, Francisco foi condenado a 18 anos de reclusão por homicídio qualificado, somados a mais 2 anos e 6 meses pela destruição do cadáver. Posteriormente, teve a pena comutada para 14 anos e 4 meses de reclusão. Na prisão, estudou, trabalhou diretamente com a diretoria da cadeia e até mesmo casou. 
Em 1974, oito anos após o primeiro crime, obteve a liberdade, tendo o parecer realizado pelo Instituto de Biotipologia Criminal excluído o diagnóstico de personalidade psicopática.
Dois anos e cinco meses após obter a liberdade, Francisco cometeu o segundo homicídio, em 1976. No julgamento, a sua defesa alegou que o motivo do crime não seria torpe, salientando que Francisco sofria de insanidade mental. Nesse momento o acusado, após examinado, foi considerado semi-imputável, por se tratar de portador de personalidade psicopática de tipo complexo. Mesmo assim, o Conselho de Sentença condenou Francisco – por quatro a três – a 22 anos e 6 meses de reclusão.
Em 1994, Francisco foi submetido a exame psiquiátrico detalhado, o qual culminou na instauração de incidente de sanidade mental e na consequente remoção do mesmo para a Casa de Custódia e Tratamento de Taubaté, com o intuito de obter tratamento médico. O Ministério Público, por sua vez, pediu a decretação de interdição em estabelecimento psiquiátrico de regime fechado.
A defesa ainda lutou pela obtenção da liberdade, em razão do cumprimento total da pena, mas o STF, no julgamento do Recurso Ordinário em Habeas Corpus nº 82.924-4/SP, negou provimento, por unanimidade de votos.
Em outra tentativa, a defesa de Francisco tentou obter o levantamento da interdição com a consequente desinternação, sob o argumento de que, na verdade, Chico estaria sendo punido com prisão perpétua, inexistente no nosso ordenamento. Todavia o pedido foi julgado improcedente em primeiro grau.
No julgamento do recurso, o Tribunal de Justiça de São Paulo, no dia 25 de novembro de 2015, entendeu que a interdição de doente mental com gravíssima patologia não se iguala à prisão perpétua, uma vez que não visa punir pela prática de infrações, mas sim privar do convívio social aquele que sofre gravíssima doença mental. No caso entenderam os juízes que haveria segura comprovação da personalidade dissocial do interditando, bem como grave histórico de violência, mantendo, portanto, a internação.
Em 1º de março de 2017 teve a sua soltura determinada pela juíza Sueli Zeraik de Oliveira Armani, da 1ª Vara de Execuções Penais de Taubaté. Francisco da Costa Rocha estava preso na Casa de Custódia de Taubaté devido a uma interdição civil pedida pelo Ministério Público e aceita pela Justiça de São Paulo em 14 de dezembro de 1998. Chico havia cumprido integralmente a sua pena em 21 de novembro de 1998.
Na decisão, do dia 1º de março de 2017, a juíza Sueli Zeraik de Oliveira Armani destaca que Chico confirmou sua intenção de “integrar-se socialmente, mostrando-se bem seguro e determinado neste propósito, assim como bastante lógico no raciocínio desenvolvido e coerente em suas colocações”. De acordo com exames, há diagnóstico de “transtorno de personalidade inespecífica”, porém sua conduta é classificada como “ótima” pela direção da Casa de Custódia.
A juíza Sueli Zeraik de Oliveira Armani classificou a prisão de Chico como “absolutamente ilegal”, já que se dá devido apenas a uma interdição civil e excede os 30 anos previsto pela lei. A decisão de interdição especificava que Chico deveria permanecer na unidade carcerária temporariamente, porém, segundo a magistrada, “do temporário ali deliberado já se vão vinte anos, caminhando-se daí para a perpetuidade”. “Nada mais injusto, ilegal e arbitrário”, escreveu na decisão. 
Para o Ministério Público de São Paulo, que havia pedido sua interdição, Chico já quitou sua dívida com a Justiça. “Ele já cumpriu em termos de quantidade toda a pena que lhe foi aplicada e só segue preso devido a uma interdição civil. Como ele não tem nenhum parente vivo, nem pra onde ir, acabou ficando na Casa de Custódia”, disse o promotor Luiz Marcelo Negrini.
Em maio de 2017, o desembargador Ricardo Dip, da Câmara Especial do Tribunal de Justiça de São Paulo, decidiu que é do juiz da Vara da Família Jorge Passos Rodrigues a prerrogativa de apreciar eventuais medidas urgentes do caso. Foi Rodrigues que, contrariando decisão da Vara de Execuções Criminais (VEC), decidiu pela manutenção da custódia. De acordo com o juiz, Chico Picadinho está cumprindo pena com finalidade médica, já que na década de 1970 em um laudo médico ele foi apontado como personalidade sádica e psicopática. Na decisão, o magistrado afirma que a Casa de Custódia é o "melhor local para albergar civilmente Francisco, com registro que está adaptado à rotina diária, à disciplina, recebe tempestiva e eficazmente a medicação psiquiátrica". A decisão de Jorge Passos Rodrigues foi avaliada pelo Tribunal de Justiça de São Paulo, para onde foi levado o conflito de jurisdição, e reafirmada cautelarmente.
Estudante de Direito à época dos crimes, Chico Picadinho é um homem muito lúcido e, até hoje, passa seus dias praticando pintura. Ao cometer seus crimes, ele agiu sob a influência do romance Crime e Castigo de Dostoiévsky, a quem chamou de deus em uma entrevista. Também é um grande fã do autor Franz Kafka.